# Serie A1 1995-1996 (pallacanestro femminile)
Il campionato di Serie A1 di pallacanestro femminile 1995-1996 è stato il sessantacinquesimo organizzato in Italia.
La Pool Comense vince il sesto titolo consecutivo, decimo in totale, battendo per il quarto anno consecutivo il TMC Cesena nella finale.

## Stagione

### Formula
Le dodici squadre partecipano ad un girone all'italiana, con partite di andata e ritorno. Le squadre classificatesi tra il primo e il quarto posto vengono ammesse alla Poule scudetto, che designa le posizioni per i play-off per il titolo. Dal quinto all'ottavo posto ci si gioca la qualificazione alla Coppa Ronchetti. Le ultime quattro si giocano i tre posti che valgono la salvezza attraverso un'altra Poule; l'ultima classificata della Poule Salvezza retrocede in Serie A2 d'Eccellenza.

## Stagione regolare

### Classifica
|  |     | Classifica finale 1995-1996 | Pt | G  | V  | P  | PtF | PtS |
|  | --- | --------------------------- | -- | -- | -- | -- | --- | --- |
|  | 1.  | Pool Comense                | 36 | 22 | 18 | 4  | -   | -   |
|  | 2.  | Famila Schio                | 30 | 22 | 15 | 7  | -   | -   |
|  | 3.  | Copma Ferrara               | 26 | 22 | 13 | 9  | -   | -   |
|  | 4.  | TMC Cesena                  | 24 | 22 | 12 | 10 | -   | -   |
|  | 5.  | Dacca Messina               | 22 | 22 | 11 | 11 | -   | -   |
|  | 6.  | Cariparma Parma             | 20 | 22 | 10 | 12 | -   | -   |
|  | 7.  | Don Rizzo Alcamo            | 20 | 22 | 10 | 12 | -   | -   |
|  | 8.  | Emmecia Costa Masnaga       | 18 | 22 | 9  | 13 | -   | -   |
|  | 9.  | Isab Energy Priolo          | 18 | 22 | 9  | 13 | -   | -   |
|  | 10. | Erreti Faenza               | 18 | 22 | 9  | 13 | -   | -   |
|  | 11. | Brasilia Pavia              | 18 | 22 | 9  | 13 | -   | -   |
|  | 12. | Soligo Vicenza              | 14 | 22 | 7  | 15 | -   | -   |

## Seconda fase

### Play-off
- Finale dei play-off: vince la Pool Comense sul TMC Cesena.

### Poule Salvezza
|  |    | Classifica finale 1995-1996 | Pt | G  | V | P | PtF | PtS |
|  | -- | --------------------------- | -- | -- | - | - | --- | --- |
|  | 1. | Erreti Faenza               | 14 | 12 | 7 | 5 | -   | -   |
|  | 2. | Brasilia Pavia              | 14 | 12 | 7 | 5 | -   | -   |
|  | 3. | Isab Energy Priolo          | 12 | 12 | 5 | 5 | -   | -   |
|  | 4. | Soligo Vicenza              | 8  | 12 | 4 | 8 | -   | -   |

Ai fini della classifica valgono anche gli scontri diretti durante la stagione regolare.

## Verdetti
- Campione d'Italia:  Pool Comense
Formazione: Viviana Ballabio, Ceccon, Di Blasi, Mara Fullin, Girardin, Bridgette Gordon, Deborah Mari, Razija Mujanović, Elena Paparazzo, Catarina Pollini, Renata Salvestrini, Sarti, Silvia Todeschini, Francesca Zara. Allenatore: Aldo Corno.
- Retrocessione in Serie A2: Soligo Vicenza.
- Escluse dal campionato 1996-1997: Emmecia Costa Masnaga.